# 圣乔瓦尼-泰阿蒂诺
圣乔瓦尼-泰阿蒂诺（義大利語：San Giovanni Teatino）是意大利基耶蒂省的一个市镇。总面积18平方公里，人口12087人，人口密度671.5人/平方公里（2009年）。ISTAT代码为069081。